# Guido Wolf
Guido Wolf, né le 28 septembre 1961 à Weingarten dans le Wurtemberg, est un homme politique allemand membre de l'Union chrétienne-démocrate d'Allemagne (CDU). Il était le chef de file la CDU aux élections législatives régionales de 2016 dans le Bade-Wurtemberg.